# Village-Arboretum
El Village-Arboretum és un arborètum que es troba a Vernet, a la comarca del Conflent, de la Catalunya del Nord.
Fou realitzat aprofitant un microclima excepcional que permet l'aclimatació de nombroses espècies a causa de la situació geogràfica, que protegeix la comuna dels vents dominants, de les fortes calors i dels freds extrems, amagat en un ampli circ de muntanyes al peu del Canigó.

## Història
Els seus inicis van ser a començaments dels anys 90 del segle XX en una reunió de la revista Vernet Animation durant la qual Jacques Libersalle, gerent de la publicació, va observar el potencial del lloc, un 80% del territori del qual està format per boscs.
Aleshores els membres de l'associació Découvertes presents en aquella reunió van proposar a l'Escola primària de Vernet de fer el padró de les diferents espècies d'arbres presents al Passeig de Piglowski. Va començar aleshores un treball d'identificació i de padró que es desenvoluparia més enllà del marc previst.
D'aquestes tasques, en va resultar un premi de la Fondation Yves Rocher l'any 1994.

## L'arborètum
La particularitat més important d'aquest arborètum és que està plantat per tota la vila, d'aquí el seu nom, que en català vol dir Poble-Arborètum i que el fa únic. Repartits per una quinzena de punts de la població es troben plafons que indiquen el número, el nom francès i el nom científic de cada espècie o varietat present.
Actualment, hi ha identificats més de 2.500 arbres, arbusts i lianes destacats en el límit del territori urbà en els àmbits públic i privat (quan les mostres són visibles de l'exterior de les propietats) i se n'han inventariat 330 espècies i varietats; els boscs veïns han estat tractats globalment.
Per a conèixer l'arborètum, es proposen tres itineraris botànics diferents:
- El Circuit Clàssic: passeig pel cor del poble, on destaquen sobretot les espècies centenàries del Parc Charles Trenet.
- El Circuit de les Coníferes: on destaca una sequoia gegant.
- El Jardí d'Hivern: creat al final del Segle XIX, on destaca un bosquet de mimoses.